# Sean Patrick Thomas
Sean Patrick Thomas (* 12. prosince 1970, Wilmington, USA) je americký herec. Nejznámější je asi svou rolí ve filmu Nežádej svůj poslední tanec z roku 2001.

## Život
Sean se narodil ve Wilingtonu, syn Cheryl, analytičky a inženýra Carltona Thomase, oba zaměstnanci firmy DuPont, oba jsou imigranty z Guyany. Sean vystudoval školy Brandywine High School, University of Virginia a Newyorskou univerzitu. V roce 2006 se oženil s herečkou Aonika Laurentovou, původně si jí měl Sean vzít v roce 2005, ale musel svatbu odložit kvůli hurikánu Katrína.

## Kariéra
Seanova kariéra začala malými rolemi v devadesátých letech. První hlavní a pro něj velmi důležitou roli, dostal ve filmu Nežádej svůj poslední tanec, kde si zahrál po boku herečky J. Stiles. Objevil se i ve filmech Holičství 2 a Halloween: Zmrtvýchvstání. V roce 2008 natočil horor Stopy zmizelých. V roce 2012 získal vedlejší roli v seriálu Nebezpečná identita. Svůj hlas propůjčil animovanému seriálu Vixen.

## Osobní život
Dne 22. dubna 2006 se oženil s Aonikou Laurent. Dvojice spolu má dvě děti, Lolu Jolie (narozená 16. května 2008) a Luca Laurenta (narozený 9. června 2010).

## Filmografie
| Rok       | Název                                   | Role                            | Poznámky                                                                          |
| --------- | --------------------------------------- | ------------------------------- | --------------------------------------------------------------------------------- |
| 1996      | Odvaha pod palbou                       | seržant Thompson                |                                                                                   |
| 1996      | New York Undercover                     | Russell                         | díl: „The Enforcers“                                                              |
| 1997      | Perfektní záskok                        | pracovník reklamní agentury     |                                                                                   |
| 1997      | Spiknutí                                | operátor kamery                 |                                                                                   |
| 1998      | Poslední záskok                         | Ben                             |                                                                                   |
| 1998      | Push                                    |                                 | díl: „Pilot“                                                                      |
| 1999      | Velmi nebezpečné známosti               | Ronald Clifford                 | vymazaná scéna                                                                    |
| 1999      | Období zkoušek                          | Darren                          |                                                                                   |
| 2000      | Dracula 2000                            | Trick                           |                                                                                   |
| 2000–2004 | Policejní okrsek                        | detektiv Temple Page            | 89 dílů                                                                           |
| 2001      | Nežádej svůj poslední tanec             | Derek Reynolds                  |                                                                                   |
| 2001      | Bulšit                                  | další Afroameričan na párty     | neuveden v titulcích                                                              |
| 2002      | Holčiství                               | Jimmy James                     |                                                                                   |
| 2002      | Halloween: Zmrtvýchvstání               | Rudy Grimes                     |                                                                                   |
| 2003      | Batman: Záhada Batwoman                 | Různé postavy (hlas)            |                                                                                   |
| 2003      | Static Shock                            | Dante/Marcus Reed               | 2 díly                                                                            |
| 2004      | Holičství 2                             | Jimmy James                     |                                                                                   |
| 2006      | Fontána                                 | Antonio                         |                                                                                   |
| 2008      | Stopy zmizelých                         | Walnut Callaghan                |                                                                                   |
| 2008      | Zatmění slunce                          | George Murchison                | TV film                                                                           |
| 2009      | Anatomie lží                            | Karl Dupree                     | 3 díly                                                                            |
| 2009      | Ďáblův sluha                            | Alan Townsend                   | 4 díly                                                                            |
| 2010      | Army Wives                              | seržant Tyrell Sallers          | díl: „Change of Station“                                                          |
| 2011      | Psychologie mezi řádky                  | Kenneth                         | 2 díly                                                                            |
| 2012      | Nebezpečná identita                     | Solomon Vessida                 | vedlejší role, 6 dílů                                                             |
| 2012      | Murder on the 13th Floor                | Jordan Braxton                  |                                                                                   |
| 2012      | American Horror Story                   | Terry                           | díl: „Temná sestřenka“                                                            |
| 2013      | The Selection                           | Sylvan Santos                   | TV film                                                                           |
| 2013      | Finding Neighbors                       | Paul                            |                                                                                   |
| 2014      | Deep in the Darkness                    | Dr. Michael Cayle               |                                                                                   |
| 2015      | Vraždy pod maskou                       | detektiv Dakoulas               |                                                                                   |
| 2015      | Sběratelé kostí                         | Dr. John Cruz                   | díl: „Vzkříšení v ostatcích“                                                      |
| 2015–2016 | Vixen                                   | profesor Adam Macalester (hlas) | 8 dílů                                                                            |
| 2016      | Holičství 3: Nový sestřih               | Jimmy James                     |                                                                                   |
| 2016      | Námořní vyšetřovací služba: New Orleans | Mark Jacoby                     | díl: „Země nikoho“                                                                |
| 2016      | Merry Ex-Mas                            | Mitchell                        | TV film                                                                           |
| 2017      | My B.F.F.                               | Dr. LeBlanc                     |                                                                                   |
| 2017      | Myšlenky zločince                       | agent Terry Richardson          | díl: „Modrý anděl“                                                                |
| 2017      | Kevin (Probably) Saves the World        | Rick Thomas                     | díl: „Brutal Acts of Kindness“                                                    |
| 2017      | Vixen: The Movie                        | profesor Adam Macalester (hlas) | TV film                                                                           |
| 2018      | Union                                   | Justin                          | krátkometrážní film                                                               |
| 2018      | Paní ministryně                         | prezident Claude Galbert        | díly: „The Courage to Continue“                                                   |
| 2018      | Rent-an-Elf                             | Liam                            | TV film                                                                           |
| 2019      | La Llorona: Prokletá žena               | detektiv Cooper                 |                                                                                   |
| 2019      | Christmas Hotel                         | Connor                          | TV film                                                                           |
| 2019      | Námořní vyšetřovací služba              | Ian Rackham                     | díly: „Za hranicou“                                                               |
| 2019      | Middle School Moguls                    | Pan Pierre                      | díly: „Mogulize, and a Side of Fries“                                             |
| 2019      | Dobrý boj                               | Geoffrey Payton                 | díly: „The One where Diane Joins the Resistance“ a „The One Inspired by Roy Cohn“ |
| 2020      | Influence                               | Jeffrey Bowen                   |                                                                                   |
| —         | Macbeth                                 | Monteith                        |                                                                                   |